# Neobrachiella oblonga
Neobrachiella oblonga är en kräftdjursart. Neobrachiella oblonga ingår i släktet Neobrachiella och familjen Lernaeopodidae. Inga underarter finns listade i Catalogue of Life.